# Hedotettix plana
Hedotettix plana är en insektsart som först beskrevs av Walker, F. 1871.  Hedotettix plana ingår i släktet Hedotettix och familjen torngräshoppor. Inga underarter finns listade i Catalogue of Life.